# Alexis Tanghe
Pour les articles homonymes, voir Tanghe.
Alexis Tanghe, né le 19 septembre 1990 à Blois, dans le Loir-et-Cher, est un joueur français de basket-ball. Il évolue aux postes d'ailier fort et pivot.

## Biographie
Le 3 juillet 2015, il signe à Boulazac.
En 2019, après plusieurs saisons dans l'élite, il rejoint l'ADA Blois, le club de sa ville natale qui évolue en Pro B.
Le 28 juin 2022, il signe au Stade Rochelais Basket pour deux saisons.

## Palmarès
- Champion de France de Pro B en 2024
- Vainqueur des Playoffs de Pro B avec la JL Bourg en 2014 et de ceux de proB en 2017 avec le Boulazac Basket Dordogne.
- Vainqueur du championnat d'Europe des 20 ans et moins 2010
- Finaliste du championnat d'Europe des 16 ans et moins 2005